# ان‌جی‌سی ۷۰۱۵
ان‌جی‌سی ۷۰۱۵ (انگلیسی: NGC 7015) یک کهکشان مارپیچی است که در فاصله ۲۰۳ میلیون سال نوری از زمین در صورت فلکی اسب کوچک قرار دارد.  سرعت محاسبه شده این کهکشان ۴۸۸۱ کیلومتر بر ثانیه (۳۰۳۳ مایل بر ثانیه) است. کهکشان NGC 7015 توسط ستاره شناس فرانسوی ادوارد استفان در ۲۹ سپتامبر ۱۸۷۸ کشف شد.